# Liești (gmina Priponești)
Liești – wieś w Rumunii, w okręgu Gałacz, w gminie Priponești. W 2011 roku liczyła 232 mieszkańców.